# Gypsochroa renitidata
Gypsochroa renitidata là một loài bướm đêm trong họ Geometridae.